# Буе (Златна обала)
Буе (фр. Bouhey) насеље је и општина у источном делу централне Француске у региону Бургоња, у департману Златна обала која припада префектури Бон.
По подацима из 2011. године у општини је живело 40 становника, а густина насељености је износила 5,24 становника/km². Општина се простире на површини од 7,64 km². Налази се на средњој надморској висини од 420 метара (максималној 522 m, а минималној 337 m).

## Демографија
| 1962. | 1968. | 1975. | 1982. | 1990. | 1999. | 2011. |
| ----- | ----- | ----- | ----- | ----- | ----- | ----- |
| 68    | 69    | 53    | 40    | 44    | 49    | 40    |

График промене броја становника у току последњих година